# Districtul Jánoshalma
Jánoshalma (în maghiară Jánoshalmai járás) este un district în județul Bács-Kiskun, Ungaria.
Districtul are o suprafață de 439,03 km2 și o populație de 17.297 locuitori (2013).